# Daniel Carter Bodden
Christopher Daniel Carter Bodden (Roatán, Islas de la Bahía, Honduras, 12 de septiembre de 2003) es un futbolista hondureño. Juega como delantero y su actual club es el El Paso Locomotive de la USL Championship.

## Selección nacional

### Categorías inferiores

#### Participaciones en Copas del Mundo
| Mundial                | Sede      | Resultado      | Partidos | Goles |
| ---------------------- | --------- | -------------- | -------- | ----- |
| Mundial Sub-20 de 2023 | Argentina | Fase de grupos | 3        | 0     |

#### Participaciones en Juegos Panamericanos
| Torneo                       | Sede  | Resultado     | Partidos | Goles |
| ---------------------------- | ----- | ------------- | -------- | ----- |
| Juegos Panamericanos de 2023 | Chile | Séptimo lugar | 3        | 1     |

## Estadísticas

### Clubes
Actualizado al último partido disputado el 25 de febrero de 2024.
| Club                     | Div.          | Temporada     | Liga  | Liga  | Copas nacionales | Copas nacionales | Copas internacionales | Copas internacionales | Total | Total |
| Club                     | Div.          | Temporada     | Part. | Goles | Part.            | Goles            | Part.                 | Goles                 | Part. | Goles |
| ------------------------ | ------------- | ------------- | ----- | ----- | ---------------- | ---------------- | --------------------- | --------------------- | ----- | ----- |
| R. C. D. España Honduras | 1.ª           | 2022-23       | 7     | 2     | ―                | ―                | 1                     | 0                     | 8     | 2     |
| R. C. D. España Honduras | 1.ª           | 2023-24       | 20    | 3     | ―                | ―                | 4                     | 2                     | 24    | 5     |
| R. C. D. España Honduras | Total club    | Total club    | 27    | 5     | 0                | 0                | 5                     | 2                     | 32    | 7     |
| Total carrera            | Total carrera | Total carrera | 27    | 5     | 0                | 0                | 5                     | 2                     | 32    | 7     |